# Fula-Wolof jezici
Fula-Wolof jezici (Wolof jezici), malena skupina senegambijskih jezika iz Senegala i Gambije. Ima svega dva predstavnika s ukupno 4.061.500 govornika, to su:
- wolof [wol], 3.930.000 in Senegal (2006), Senegal, i 12.000 u Mauritaniji (2006),
- gambijski wolof [wof], 185.000 (2006) Gambija.

Ovi jezici senegambijsku skupinu čine s jezicima serer (1) i fulani-wolof (9). Wolof je naziv kojim nazivaju sami sebe.

## Vanjske poveznice
- Ethnologue (14th)
- Ethnologue (15th)